# 岭北等处行中书省
岭北等处行中书省（岭北行中书省），为直属元朝中央政府的一级行政区，简称“岭北”或“岭北省”，在当时民间多简称为岭北省、岭北行省、和林省。岭北行中书省为元朝的10个行中书省（不含征东行省）之一，辖境包括今内蒙古北部呼伦贝尔、蒙古国全境、西伯利亚南部、越过贝加尔湖（一说直到北冰洋）、东与辽阳行省接壤。

## 历史
蒙古人來自蒙古草原，1206年成吉思汗建立了蒙古帝国，岭北行省所在的内外蒙古是蒙古帝国初期的核心部分。1206年到1260年，帝国初期首都就在漠北的哈拉和林。1271年元世祖忽必烈在中原建立了元朝。忽必烈迁都大都前的首都上都（开平府）在今内蒙古的锡林郭勒盟正藍旗境內多伦县西北闪电河畔，上都是蒙古帝國的首都。
1260年，蒙哥汗死後，留守首都的阿里不哥被蒙古本土的貴族推舉為大汗，据有漠北。而忽必烈聞訊后，也在開平也自立为大汗，据有漠南。雙方遂展開激烈內戰，歷時四年之久。1264年阿里不哥力竭投降，忽必烈把他幽禁，不久逝世，或謂遭忽必烈毒殺。漠北、漠南尽为忽必烈所有。
由于忽必烈的政治﹑军事和经济力量的基础都在漠南地（今内蒙古），因此迁都于燕京，并改称大都，華北和蒙古都被置於中書省（腹裡），直接由首都大都的中書省管理。由于政治中心南移﹐1266年，忽必烈最喜歡的兒子之一那木罕被派往蒙古鎮守，漠北置和林宣慰司都元帅府（但夏季時會前往漠北巡視）。元朝大德十一年（1307年），罢和林宣慰司都元帅府，立和林等处行中书省，皇庆元年（1312年）改为岭北等处行中书省，省会哈拉和林（今蒙古國境內前杭爱省西北角），管辖范围大概为今内蒙古北部、蒙古国全境、西伯利亚南部，有的版本的岭北行省一直达到西伯利亚全境，濒临北冰洋。而今天内蒙古东部的大兴安岭以东部分地區、通辽市等地属于辽阳等处行中书省。

## 行政區划
- 和寧路
- 稱海宣慰司
- 益蘭州
- 謙謙州

### 藩王封地
- 齊王部（合撒兒後王封地）
- 濟南王部（合赤溫後王封地）
- 廣寧王部（別里古台後王封地）
- 陽翟王部（窩闊台後王封地）